# Rod Benson
Rod Benson, né le 10 octobre 1984, à Fairfield, en Californie, est un joueur américain de basket-ball. Il évolue aux postes d'ailier fort et de pivot.

## Palmarès
- Champion NBA Development League 2007
- All-NBDL Second Team 2008
- Meilleur rebondeur NBA Development League 2008